# Ouled Abbes
Pour les articles homonymes, voir Abbes.
Chef-lieu de commune dans la wilaya de Chlef en Algérie, située à 16 km au nord-est de Chlef par la R.N 4. Elle relève de la Daïra d'Oued Fodda dont elle est éloignée de 8 km. 

## Géographie

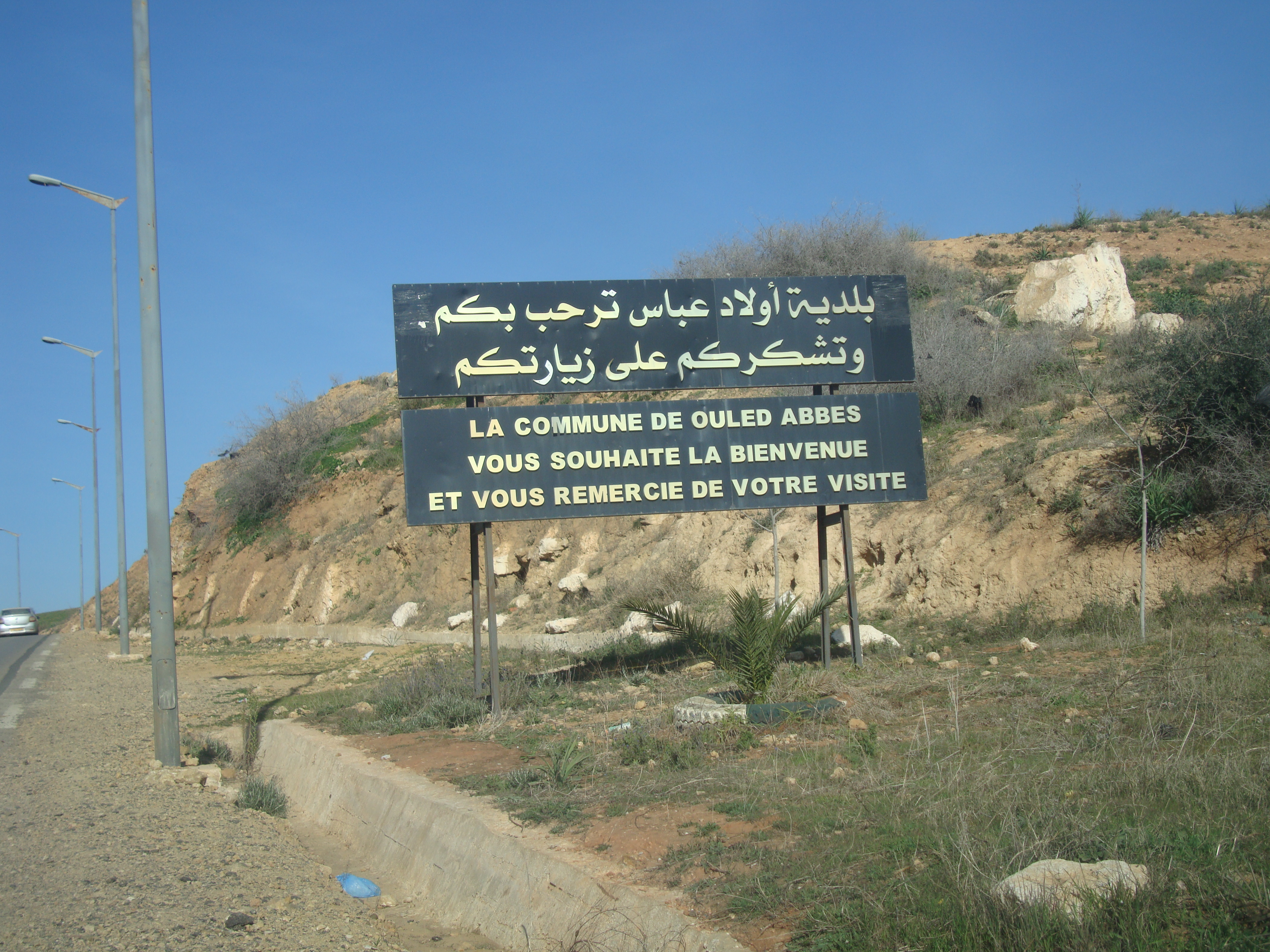
Ouled Abbès vous souhaite la bienvenue.

### Situation
Elle est située sur le chemin de wilaya (CW23) menant à Beni Rached, ex Le Barrage puis El Hemaïd. Elle s'étend sur 37,25 km2 et compte une population estimée à 8449 habitants en 2004. 
Elle accède au rang de commune en février 1984 lors du découpage administratif de l'Algérie. sa population est composée des fractions de Sidi Maâmar, Ouled Abbès, Ouled Larbi, Hemaïd El Fagha (qui veut dire d'en haut) Ouled Bouali, Brihiyine, Ababssa, Oued Zaouch et Chenaïne.

## Transports

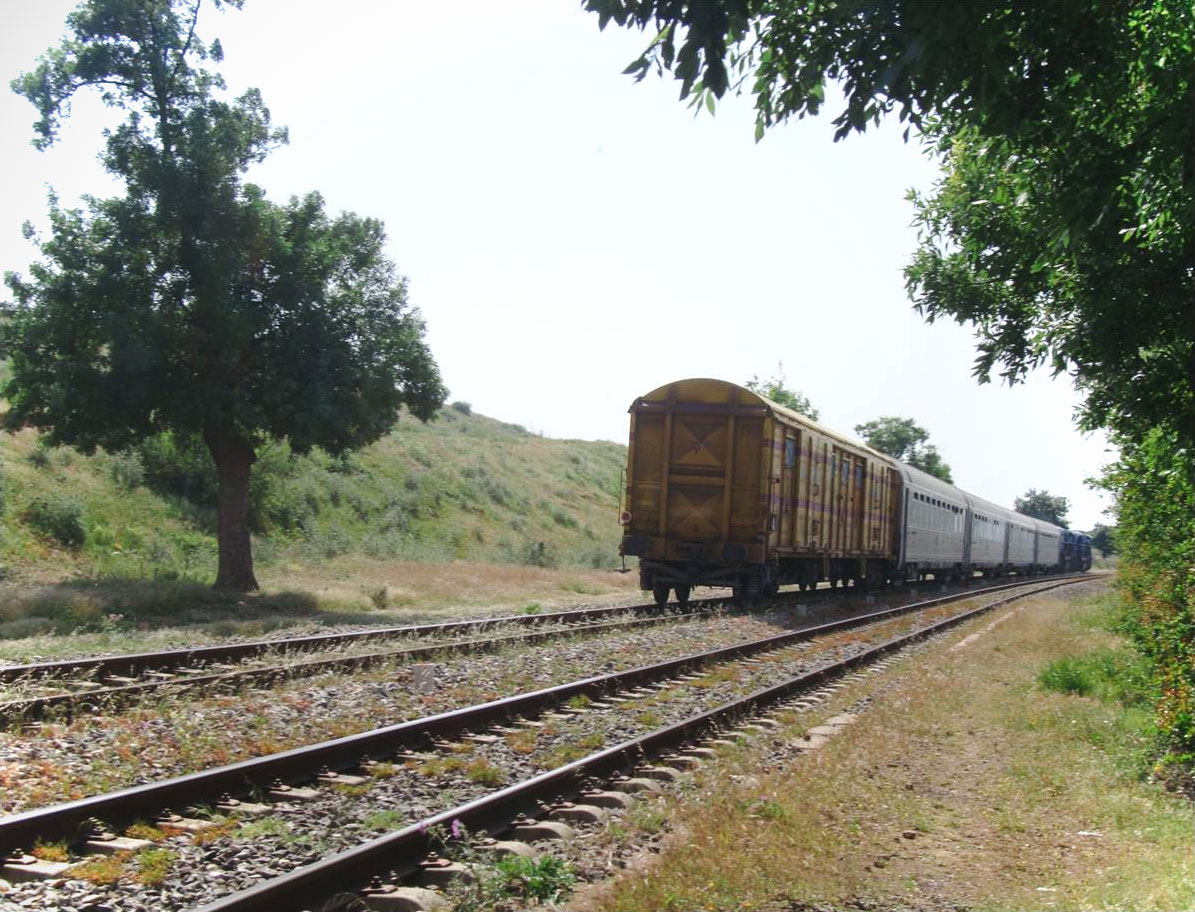
Train de voyageurs quittant Ouled Abbès et se dirigeant vers Chlef

La commune est reliée par le réseau de chemin de fer Alger-Oran depuis 1870. Le dédoublement de la voie ferrée est entamée sur un nouveau tracé à partir de 1936. Ouled Abbes, depuis qu'elle s'appelait "Le Barrage" disposait d'une petite gare ferroviaire fonctionnelle à nos jours, mais aujourd'hui sans structure aucune et dépourvue de tous personnel. Néanmoins l'ancienne structure complètement abandonnée et délabrée continue de servir aux voyageurs pour se rendre à Alger ou à Oran et Chlef. 
Transport routier
Plusieurs rotations par mini-bus appartenant à des opérateurs privés, assurent quotidiennement  la navette Ouled Abbès- Oued Fodda et Ouled Abbès-Chlef (ex-Orléansville puis El Asnam) et vis versa.

### Lieux-dits, quartiers et hameaux
La commune est structurée autour des quartiers et hameaux suivants : Sidi Maâmar, Ouled Abbès (communément connu par la cité), Ouled Larbi, Ouled Bouali, Brihiyine, El Hemaïd, Oued Zaouch, El Ababssa, Chenaïne.

## Histoire
À l'origine cette partie de la wilaya de Chlef, promue commune à part entière lors du découpage de l'Algérie en 1984, fut partie intégrante de la grande tribu des Ouled Kosseïr Gheraba et renfermait les fractions de Sidi Maâmar, d'Ouled Abbès et Ouled Larbi. Appelée communément lors de la période coloniale " Barrage El Hemaïd ou tout simplement  Le Barrage à la suite de la construction en 1867 d'un barrage au lieu-dit  El Brihiyine qui est inauguré en février 1872 et qui sera plus connu par le barrage de Pontéba (l'actuelle commune d'Oum Drou dans la wilaya de Chlef, située à quelque 5 km à l'Est de Chlef sur la RN 4. Région essentiellement à vocation agricole, traversée par l'Oued Chélif.  

### Guerre d'Algérie
1959 (9 septembre): déflagration d'une bombe artisanale sur le moudjahid Hamadi Djilali (27 ans), destinée à faire sauter les rails du train Alger-Oran traversant Ouled Abbès.  
1961 (12 février): deux harkis (Laïmeche Omar et Boukhtache Abdelkader, kidnappés par les fidaïs Tiab M'hamed (1924-2007), dit Ziat et Khelifi M'hamed (1937-1982  à Réghaïa (Alger). Seront achevés à Brihiyine par les moudjahid Meliani Ahmed, alias Hocine Babaye et Benhadja Kouider.  

### Personnalités de la Guerre d'Algérie
La commune célèbre et perpétue la mémoire de ses fils combattus et morts pour l'indépendance de l'Algérie durant la Guerre d'Algérie que sont : Hamadi Abdelkader, Hamadi Djilali, Khelifi Djilali, Tiab Larbi dit Barbit, Abboub M'hamed, Moumena Djelloul. 

### Guerre civile algérienne des années 1990
Le 18 octobre 1993, trois membres appartenant à un groupe armé sont abattus au lieu-dit Brihiyine par les services de sécurité algériens causant aussi la mort d'un policier lors de cette opération.
Le 4 décembre 1993, le siège de la commune et le parc automobile de la commune incendiés par un groupe armé causant des dégâts importants.    

## Administration et politique

### Liste exhaustive des maires de la commune
- Abboub Mohamed (1984-1989) : maire FLN
- Belaïche Bencherki (déc.1989 - juin 1990): Conseil communal provisoire (dit CCP).

- Tamimoune Mohamed (1990-1992) : maire FIS (parti dissous)
- Guebli Ali  (1992-1993): maire intérimaire après dissolution des maires FIS (dissolution des assemblées populaires communales).
- Moumena Larbi (1993-1994): délégué communal (Délégation exécutive communale)

- Homri Bencherki (1994- 1997): délégué communal.

- Rahmani Djoudi (1997- 2000): maire FLN

- Belakhdar Mohamed (2000-2002): maire FLN
- Moumena Mahmoud (2002-2007): maire HMS (ex-Hamas)

- Fatmi Ahmed  (2007-2012): maire FLN

- Tiab Mustapha (2012-2017): maire FNA

- Belaïche El Hadj  (2017- 2021): maire RND

### Liste exhaustive des secrétaires généraux de la commune
- Tiab Mohamed     (1984-1985), chef de projet puis S.G

- Hassani Samet     (1985-  ?)
- Sahouadj
- Kassoul

## Économie

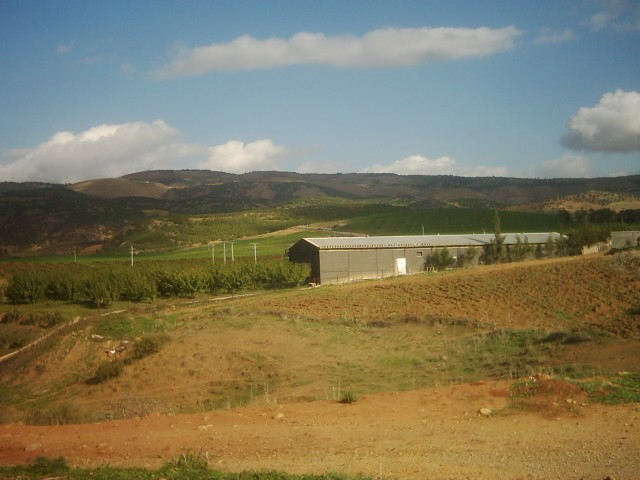
Ferme agricole à Ouled Abbes

## Enseignement
L'enseignement proprement dit, débuta au Barrage (l'actuelle Ouled Abbès) au milieu du 20e siècle. Au départ existait une salle classe pour l'enseignement primaire.  L'école indigène fut agrandie en 1925.  En 1939, durant la seconde guerre mondiale, au mois de novembre, l'école d'Ouled Abbès disposait d'une seule salle classe de 37 élèves tous musulmans (le sujet européen est quasiment absent compte tenu que la région n'est pas un village proprement dit, ce n'était qu'un petit douar, et le petit nombre des enfants de colons vont à Oued Fodda pour poursuivre l'école française). En 1951, soit 12 ans après, l'infrastructure demeura la même et le nombre d'enfants augmenta de 11 en atteignant 48 élèves. 
Aujourd'hui la commune dispose de plusieurs écoles primaires, un C.E.M (chahid Moumena Djelloul) et un lycée pour l'enseignement secondaire.
De brillants élèves sortirent de l'école d'Ouled Abbès. En 1938, feu Houari Abdelkader (1925-2018) réussit avec brio à décrocher  son certificat d'études (indigènes) à l'âge de 13 ans.  Durant les années scolaires 1903-1904 et 1904-1905, l'élève  Tiab Djelloul (1888-1940), originaire de la boccat Sidi Maâmar (auj. un des quartiers de la commune), scolarisé à Oued-Fodda à défaut d'une école à Ouled-Abbès, réussit à se classer à la première place ex-oequo avec l'élève Collomb Alphonse  dont le père était un débitant de boisson au village d'Oued-Fodda, et décrocher par la même occasion le prix d'excellence. 

## Patrimoine

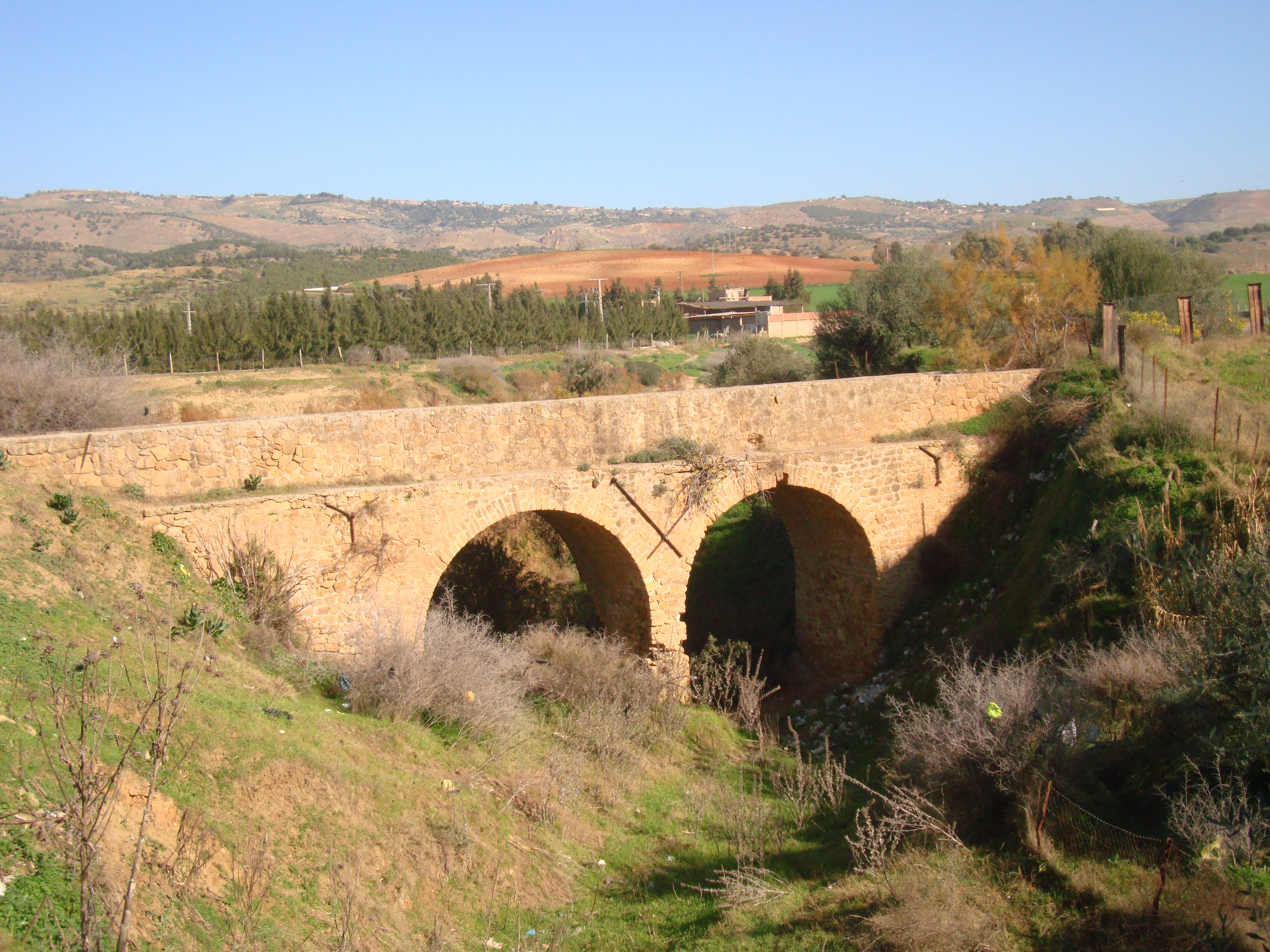
Vestiges d'un ancien pont en ruine.

Selon la FEUILLE No 12 de Stefan Gsell parue  en octobre 1902,  répertorié au no 176, il existe entre la ferme Naudi et la gare du Barrage, sur une colline, quelques grosses pierres de taille; bout de chaussée dallée. On a trouvé aussi en ce lieu des jarres. 

## Personnalités
- Mohamed Marouf ben kaddour (23 février 1895- mars 1959). Ancien syndicaliste et un des fondateurs de l'E.N.A (Etoile Nord Africaine) à Paris en 1926 en compagnie de Messali El Hadj (1898-1974). Il est né à Oued Fodda et décéda à la  prison d'Oran[7].

## Les colons français du Barrage
- Pierre Antoine Moll, Brunel